# 조광조 (드라마)
《조광조》는 1996년 1월 1일부터 1996년 6월 25일까지 방송되었던 KBS 2TV 월화 드라마였다.

## 제작진

### 해설
- 김도현

### 극본
- 정하연

### 연출
- 엄기백

## 등장 인물
- 유동근 : 조광조 역
- 이진우 : 중종 역
- 김동현 : 홍경주 역
- 김병기 : 박원종 역
- 김자옥 : 자순대비 윤씨 역
- 김혜리 : 단경왕후 신씨 역
- 김성령 : 경빈 박씨 역
- 장연식 : 창빈 안씨 역
- 홍리나 : 조광조 처 역
- 신윤정 : 초선 역
- 백준기
- 윤지숙
- 김성환
- 박진성 : 김식 역
- 이일웅 : 유자광 역
- 김형자 : 어머니 여흥민씨 역
- 최상훈 : 남곤 역
- 김보미
- 박주미 : 장경왕후 윤씨 역
- 김민정 : 문정왕후 윤씨 역
- 이재은 : 희빈 홍씨 역
- 안병경 : 유순정 역
- 박웅 : 유순 역
- 남일우 : 정광필 역
- 박철호 : 이행 역
- 오인택 : 사종 역
- 문회원 : 안당 역
- 민욱 : 심정 역
- 김희진
- 홍성민 : 김안로 역
- 김주영 : 신윤무 역
- 강태기 : 윤임 역
- 박영목 : 윤지임 역
- 이영호 : 윤원형 역
- 윤덕용 : 김수동 역
- 신종섭 : 성희안 역
- 유순철 : 임사홍 역
- 허기호 : 김응기 역
- 강만희 : 신용개 역
- 이춘식 : 안찬 역
- 최병학
- 장칠군
- 전병옥
- 정진화
- 이기열 : 박영문 역
- 오성열
- 김하균
- 김광영 : 윤원로 역

## 결방
- 1996년 1월 2일 : 《신년 특집 드라마 아버지》 편성으로 결방(전날 1~2회 연속 방송)
- 1996년 2월 19일 : 《설날 특집 3부작 드라마 검》이 9시부터 1~3부 연속 편성되어 결방(다음 날 15~16회 연속 방영)

## 참고 사항
- 극 중 조광조 역으로 나온 유동근은 《조광조》에 캐스팅되기 전 SBS 주말 특별 기획 드라마 《임꺽정》 주인공으로 낙점됐지만 담당 PD 엄기백 씨의 설득에 《조광조》 출연으로 방향을 바꿨다[1].
- 정하연 작가는 《조광조》에 앞서 정난정, 황진이 이야기를 구상할 계획이었으나[2] 무산된 바 있었는데 해당 드라마 때문에 줄곧 집필을 맡아 온[3] KBS 2TV TV 소설 《여울》에서 중도 하차했다.
- 조광조, 중종의 대립 등 남성 중심의 사극으로 관심을 모았지만[4] 단경왕후(죽동궁 신씨)의 비중이 지나치게 그려졌다는 비판을 사 기대 이하의 성적에 그쳤다. 집필자 정하연 작가는 《조광조》 실패에 따른 충격 탓인지 KBS 1TV 대하 드라마 《용의 눈물》 집필 제의를 받았으나[5] 스스로 포기했다.
- KBS는 《조광조》 후속으로 《96 전설의 고향》을 편성할 예정이었지만 본 드라마 프로그램 원작자 임충 작가가 본인의 또 다른 프로그램 SBS 월화 드라마 《만강》과 같은 시간에 방송되는 것을 원하지 않자[6] 《컬러》 후속 수목 드라마로 기획됐던 《신고합니다》와 편성을 맞바꿨고 이 때문에 출연진 중 1명이었던 김자옥이 후속 프로그램 KBS 2TV 월화 드라마 《신고합니다》에 또 다시 등장했다.
- 《조광조》 이후 KBS 2TV 월화 드라마는 《신고합니다》부터 《고독》까지 미니 시리즈 드라마 프로그램 형식으로 진행되었다.

## 같이 보기
- 기묘사화
- 장녹수
- 여인천하